# Georges Rouy
Pour les articles homonymes, voir Rouy (homonymie).
Georges Rouy, né le 2 décembre 1851 à Paris et mort le 25 décembre 1924 à Asnières-sur-Seine, est un journaliste et botaniste français.

## Biographie
Il s'est intéressé particulièrement aux questions concernant la notion d'espèce et à la caractérisation des niveaux inférieurs (entre espèce et variété), caractérisations partiellement non reconnues par le code de la botanique, ainsi qu'aux questions des hybrides. Il est en particulier le créateur de la notion de forme et de sous-variété. Son énorme et minutieuse production, en raison de son caractère non conforme à la norme botanique, n'a pas connu la diffusion d'autres auteurs plus conformistes.
Son herbier, conservé pour les cryptogames vasculaires au Muséum national d'histoire naturelle à Paris, et pour le reste aux herbiers de l'université Claude Bernard de Lyon, est riche de plus de 500 000 échantillons.
Il a été vice-président de la Société botanique de France, directeur de l'Académie internationale de géographie botanique.

## Quelques publications
- Excursions botaniques en Espagne : Herborisations aux environs de Jativa en mai 1879 et juin 1880.- Bull. Soc. bot. Fr., 1881, 1882
- Matériaux pour servir à la révision de la flore portugaise accompagnés de notes sur certaines espèces ou variétés critiques de plantes européennes - A. Hérissey, imp., 1882
- Excursions botaniques en Espagne en 1881 et 1882.- Revue des Sciences Naturelles Soc. Lang. Géo. Montp., hors série, 1883
- Illustrationes plantarum Europae rariorum : Diagnoses des plantes rares ou rarissimes de la flore européenne accompagnées de planches représentant toutes les espèces décrites - Paris : Les Fils d'Émile Deyrolle, 1895-1899[5]
- Avec Edmond Gustave Camus, Xavier Constant Chatenier, Julien Foucaud - Flore de France ou description des plantes qui croissent spontanément en France, en Corse et en Alsace-Lorraine  - 14 tomes de 1893 à 1913, - Paris : Paul Lechevalier éditeur Numérisé sur Télabotanica
- Les contes fantastiques de M. Malinvaud - Article polémique paru en 1905
- avec une biographie de Georges Rouy par Paul-Henri Lecomte - Conspectus de la « Flore de France », ou Catalogue général des espèces, sous-espèces, races, variétés, sous-variétés et formes hybrides contenues dans la « Flore de France » -  Paris : Paul Lechevalier éditeur, 1927 Numérisé à la bibliothèque digitale du Real Jardin Botánico

## Plantes qui lui ont été dédiées
Un genre Rouya Coincy de la famille des Apiacées ainsi que les plantes suivantes lui ont été dédiés :
- Allium rouyi G.Gautier - Amaryllidacée
- Asplenium × rouyi Viane (1991) - Aspléniacée
- Armeria rouyana Daveau (1888) - Plumbaginacée d'Espagne (Synonyme : Statice rouyana Sampaio)
- Carex rouyana Franch. (1895) - Cypéracée du Japon
- Centaurea rouyi Coincy (1899)- Astéracée (Synonyme : Acosta rouyi (Coincy) Fern.Casas & Susanna)
- Cirsium rouyana Sennen (1904) - Astéracée hybride
- Clinopodium rouyanum (Briq.) Rosselló (2006) - Lamiacée des Baléares (Synonymes : Satureja rouyana Briq., Calamintha rouyana (Briq.) Pericás & Rosselló)
- Conyza rouyana Sennen (1905) - Astéracée hybride
- Diplotaxis rouyana Janka ex Willk. (1893) - Brassicacée
- Epilobium rouyanum H.Lév. -(1900) - Onagracée du Japon
- Erucastrum rouyanum (Janka) Bonnier (1912) - Brassicacée d'Europe (Synonyme : Brassica rouyana Janka)
- Galium rouyanum Bonnier (1921) - Rubiacée
- Hieracium × rouyanum F.O.Wolf  (1895) - Astéracée hybride
- × Orchidactyla rouyana (E.G.Camus) Borsos & Soó  (1966) - Orchidacée hybride de France (Synonyme : Orchis × rouyana E.G.Camus)
- Paronychia echinulata subsp. rouyana (Coincy) Mateo & Figuerola (1987)  - Caryophyllacée (Illécébracée) d'Espagne (Synonyme :Paronychia rouyana Coincy)
- Pedicularis rouyana Wolf ex Rouy - Scrophulariacée d'Italie
- Potentilla rouyana H.Lév. (1917) - Rosacée de France
- Romulea rouyana Batt. (1888) - Iridacée
- Rosa rouyana Duffort ex Rouy & E.G.Camus (1900) - Rosacée hybride de France
- Salvia rouyana Briq. (1889)  - Lamiacée du Paraguay
- Saxifraga rouyana Magnier (1893) - Saxifragacée d'Espagne
- Trifolium rouyanum Bonnier -(1914) - Fabacée
- Viola rouyana Wolf - Violacée hybride